# Арнулф фон Дисен
Арнулф/Арнолд фон Дисен (на немски: Arnulf/Arnold von Diessen; † 8 февруари сл. 1091 или 21 март сл. 1095/1098) от Андекската династия е граф на Дисен 1070/1091 г. и халграф (Salinas) от 1063/1080 г.

## Произход и наследство
Той е син на граф Фридрих I фон Регенсбург, наричан Фридрих II фон Дисен († ок. 24 януари 1075), катедрален фогт на Регенсбург, и втората му съпруга Ерменгарда (Ирмгард) фон Гилхинг, дъщеря на граф Арнолд фон Гилхинг († сл. 1027) и Ерменгарда († сл. 987). Брат е на Фридрих II фон Регенсбург († 1100), домфогт на Регенсбург, Мегинхард IV фон Гилхинг († сл. 1070), граф на Гилхинг, Бертхолд I († ок. 1090), който става чрез женитба граф на Шварценбург, Хема, омъжена за граф Валтер фон Клинг, Ута († 1086), омъжена сл. 1050 г. за Куно I фон Рот († 1086), пфалцграф на Бавария, Лиутгард († 1110/1120), омъжена за граф Адалберт I фон Боген († ок. 1110/1145). Полусестра му Хазига (Хадегунда) (1040 – 1104) е омъжена за. граф Херман от Кастл († 1056) и втори път за граф Ото I от Шайерн († 1078).
През 1070 г. баща му Фридрих I се отказва от службата си и става монах в манастир „Св. Блазиен“, където умира 1075 г. Арнулф/Арнолд последва баща си като граф на Дисен. Той е първият от линията на Андекс, който живее в територията на Васербург. Той е погребан в Атиле.

## Фамилия
Арнулф/Арнолд фон Дисен се жени за Гизела фон Швайнфурт († 2/22 февруари 1100), дъщеря на херцог Ото III от Швабия († 1057) и Ирмингард (Имила) († 1077/1078) от род Ардуини, дъщеря на Оделрик Манфред II (маркграф на Торино). Тя е наследничка на териториите около Кулмбах и Пласенбург.  Те имат децата:
- Гебхард I фон Дисен († ок. 3 октомври 1102), граф на Дисен, женен за Рихарда/Рикхард фон Спонхайм/Левантал († ок. 10 април 1130)
- Бертхолд II фон Андекс (* пр. 1099; † 27 юни 1151), 1106 – 1113 граф на Андекс, ок. 1125 граф на Дисен, основател на манастир Дисен, ок. 1130 фогт на Дисен
- Аделхайд фон Дисен († ок. 25 януари 1145/1163), омъжена за граф Зигфрид I фон Лебенау († ок. 6 май 1130/1132)